# Banja Luka Challenger 2008
Il Banja Luka Challenger 2008 è stato un torneo di tennis facente parte della categoria ATP Challenger Series nell'ambito dell'ATP Challenger Series 2008. Il torneo si è giocato a Banja Luka in Bosnia ed Erzegovina dal 15 al 21 settembre 2008 su campi in terra rossa e aveva un montepremi di €30 000+H.

## Vincitori

### Singolare
Ilija Bozoljac ha battuto in finale  Daniel Gimeno Traver con il punteggio di 6–4, 6–4.

### Doppio
Attila Balázs /  Amir Hadad hanno battuto in finale  Rameez Junaid /  Philipp Marx con il punteggio di 7–5, 6–2.